# Westside Connection
Westside Connection — американський хіп-хоп гурт з Лос-Анджелеса, до якого входили репери Ice Cube, Mack 10 та WC.

## Історія
Westside Connection почали виступати разом у 1995 році, з'явившись на дебютному альбомі Mack 10 в пісні «Westside Slaughterhouse». Через кілька місяців гурт возз'єднався на альбомі WC Curb Servin' із піснею «West Up!». 22 жовтня 1996 року гурт випустив свій дебютний альбом Bow Down, який досяг другої позиції в чарті Billboard 200 та через півроку отримав платиновий статус.
Після цього тріо продовжило працювати над своїми сольними проєктами. Як Westside Connection, вони записали кілька треків для саундтреків до фільмів та збірок, включаючи «Bangin'» (з West Coast Bad Boyz II), «Let It Reign» (з Thicker than Water) та «It's the Holidaze» (з «Ще одна п'ятниця»).
9 грудня 2003 року гурт випустив свій другий альбом Terrorist Threats, що містив хітовий сингл «Gangsta Nation»а за участю Nate Dogg.
У 2005 році Mack 10 покинув гурт після суперечки з Ice Cube, що призвело до розпуску Westside Connection. Попри розпад, Ice Cube та WC продовжували співпрацю. У 2008 році HipHopDX повідомив, що Ice Cube та WC розглядають можливість відродження Westside Connection, а репер The Game мав замінити Mack 10. Цей план народився після появи The Game разом з WC на альбомі Ice Cube Raw Footage того ж року. Однак відродження так і не відбулося.
В інтерв'ю VladTV у 2020 році Mack 10 зазначив, що будь-яке возз'єднання без його участі все одно вимагатиме компенсації, оскільки він є власником торгової марки на назву групи. Це право власності пов'язане з випуском їхнього другого альбому через його звукозаписний лейбл.
У 2023 році Айс К'юб заперечив можливість возз'єднання, посилаючись на нерозв'язані проблеми з Mack 10. Він назвав їхній конфлікт «порушенням, яке не можна ігнорувати».

## Дискографія
Студійні альбоми
- Bow Down (1996)
- Terrorist Threats (2003)

Компіляції
- The Best of Westside Connection: The Gangsta, The Killa & The Dope Dealer (2007)

Сингли
| Назва                              | Рік  | Позиції в чартах | Позиції в чартах | Позиції в чартах | Позиції в чартах | Альбом                       |
| Назва                              | Рік  | US               | US R&B           | US Rap           | AUS              | Альбом                       |
| ---------------------------------- | ---- | ---------------- | ---------------- | ---------------- | ---------------- | ---------------------------- |
| «Bow Down»                         | 1996 | 21               | 19               | 1                | —                | Bow Down                     |
| «Gangstas Make the World Go Round» | 1996 | 40               | 30               | 10               | —                | Bow Down                     |
| «It's the Holidaze»                | 2002 | —                | —                | —                | —                | Friday After Next soundtrack |
| «Gangsta Nation»                   | 2003 | 33               | 22               | 9                | 66               | Terrorist Threats            |
| «Concrete»                         | 2022 | —                | —                | —                | —                | Сингл без альбому            |
| colspan="7" style="font-size:90%"  |      |                  |                  |                  |                  |                              |